# Philip Tartaglia
Philip Tartaglia (ur. 11 stycznia 1951 w Glasgow, zm. 13 stycznia 2021 tamże) – brytyjski duchowny katolicki, biskup Paisley w latach 2005–2012, od 2012 do swojej śmierci w 2021 arcybiskup metropolita Glasgow.

## Życiorys

### Prezbiterat
Święcenia kapłańskie otrzymał 30 czerwca 1975 i został inkardynowany do archidiecezji Glasgow. Po święceniach wyjechał na studia doktoranckie do Rzymu, zaś w 1978 został też pracownikiem naukowym Papieskiego Kolegium Szkockiego. Po obronie w 1980 tytułu powrócił do kraju i rozpoczął pracę w duszpasterstwie parafialnym, którą łączył z wykładami m.in. w Glasgow i Bearsden. W 2004 został mianowany rektorem Kolegium Szkockiego w Rzymie.

### Episkopat
13 września 2005 papież Benedykt XVI mianował go biskupem ordynariuszem diecezji Paisley. Sakry biskupiej udzielił mu 20 listopada 2005 abp Mario Conti. 24 lipca 2012 papież Benedykt XVI mianował go arcybiskupem metropolitą Glasgow. Ingres odbył się 8 września 2012. Paliusz otrzymał z rąk papieża Franciszka w dniu 29 czerwca 2013. Od lutego do września 2013 był także administratorem apostolskim Saint Andrews i Edynburga.
W latach 2012–2018 był przewodniczącym Konferencji Episkopatu Szkocji.